# Henadz' Lesun
Henadzʹ Mikalaevič Lesun (in bielorusso Генадзь Мікалаевіч Лесун?; Minsk, 5 settembre 1966) è un ex calciatore sovietico, dal 1991 bielorusso, di ruolo difensore.

## Carriera

### Club
Durante la sua carriera ha giocato principalmente con la Dinamo Minsk, con la quale conta 84 presenze ed una rete.

### Nazionale
Conta 4 presenze con la Nazionale bielorussa.